# Diffuse interstellaire band

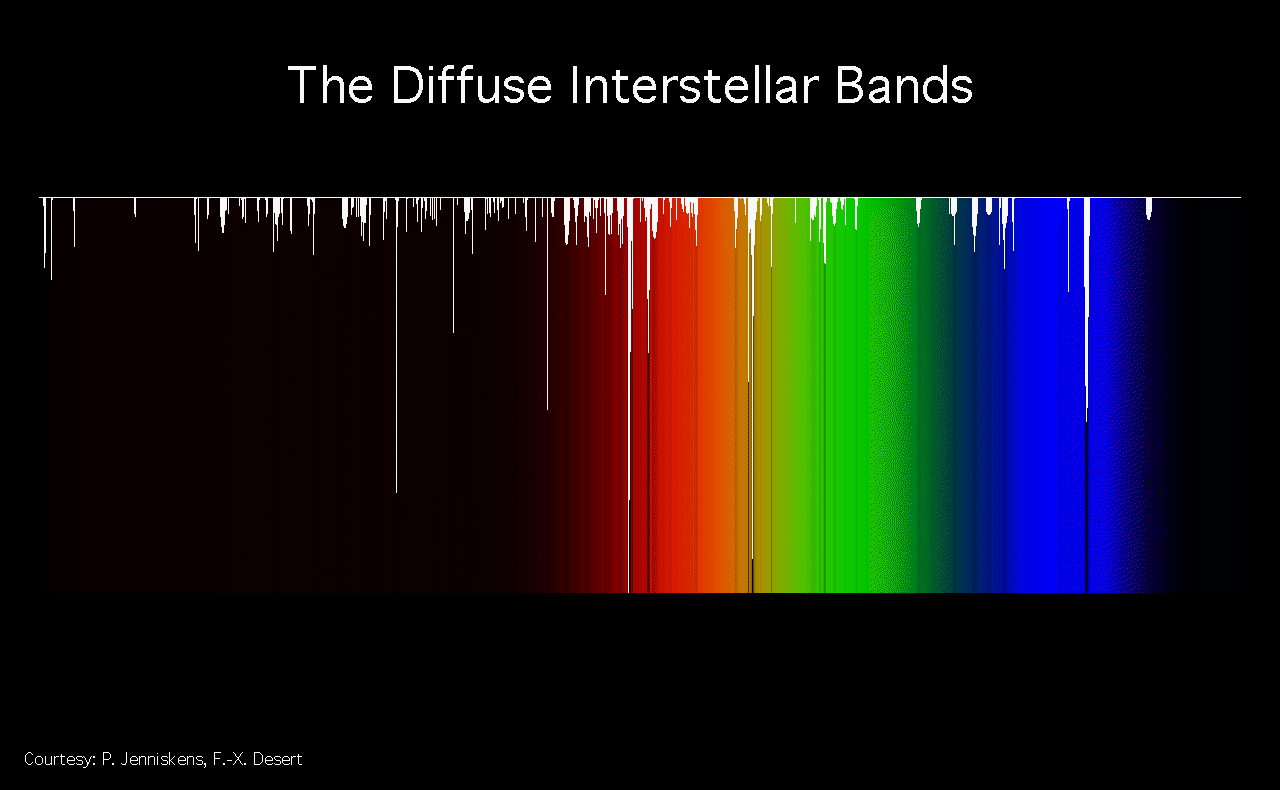
De relatieve sterke van de gevonden diffuse interstellaire banden

Diffuse interstellaire banden (DIB) zijn absorptiebanden die gezien worden in spectra van objecten in het melkwegstelsel. Ze worden veroorzaakt door de absorptie van licht door het interstellaire medium. Er zijn meer dan 400 banden bekend, bij ultraviolette, zichtbare en infrarode golflengten.
De oorsprong van DIBs is onbekend. Er werd / wordt gedacht dat deze banden veroorzaakt kunnen worden door polycyclische aromatische koolwaterstoffen en andere grote moleculen die koolstof bevatten. Echter, er is geen overeenkomst gevonden met laboratoriummetingen of met theoretische berekeningen.

## Ontdekking en geschiedenis
Veel astronomisch werk is gebaseerd op de studie van spectra waarbij het licht van hemellichamen wordt afgebogen door gebruik van een prisma of vaker, een tralie. Een typisch spectrum van een ster bestaat uit een continuüm, waarin zich absorptielijnen bevinden, die alle toegekend worden aan een bepaalde overgang tussen energieniveaus van een atoom of een molecule in de atmosfeer van de ster.
De straling van alle astronomische objecten wordt beïnvloed door extinctie, de absorptie en verstrooiing van fotonen door het interstellaire medium. Interstellaire absorptie beïnvloed het hele spectrum hoofdzakelijk in een continue manier, en veroorzaakt geen absorptielijnen, maar in 1922 vond de astronoom Mary Lea Heger een aantal absorptielijnen bij 578,0 en 579,7 nm die veroorzaakt leken te worden door interstellaire materie.
Dit werd aangetoond doordat de sterkte van de absorptielijn ongeveer evenredig was met de extinctie, en doordat in objecten met zeer verschillende radiële snelheden de golflengte van de absorptielijnen niet beïnvloed werden door Dopplerverschuiving, wat betekende dat de absorptie niet plaatsvond in of rond het betreffende object. Dit waren de eerste metingen van DIBs.
De term 'diffuse interstellaire band' weerspiegelt het feit dat de absorptie veel breder is dan de normale absorptielijnen die waargenomen worden in de spectra van sterren. Naast de eerdergenoemde banden zijn er andere sterke banden bij 628,4, 661,4 en 443,0 nm. De laatste band is met 1,2 nm bijzonder breed - typische intrinsieke stellaire absorptielijnen hebben een breedte van 0,1 nm of minder.
Bij spectroscopische studies met hogere spectrale resolutie en gevoeligheid werden steeds meer DIBs ontdekt; een catalogus uit 1975 bevatte 25 bekende banden, en tien jaar later was dit aantal meer dan verdubbeld. De eerste survey werd gepubliceerd door Peter Jenniskens en Xavier Desert in 1994. Tegenwoordig zijn meer dan 400 banden bekend.
In recente jaren zijn DIBs gemeten met zeer hoge spectrale resolutie van 0,005 nm en het blijkt dat veel banden een aanzienlijke structuur vertonen.

## De natuur van de drager
Vanaf de eerste waarnemingen is het grote probleem met DIBs dat hun golflengten niet overeenkomen met de golflengten verwacht van bekende spectraallijnen van enig ion of molecule, dus het materiaal dat verantwoordelijk is voor de absorptie kon niet worden geïdentificeerd. Een groot aantal theorieën werd voorgesteld naarmate het aantal bekende DIBs groter werd, en de bepaling van de natuur van het absorberende materiaal (de 'drager') werd een belangrijk probleem in de astrofysica.
Een belangrijk resultaat van de waarnemingen is dat de sterktes van de meeste DIBs niet met elkaar gecorreleerd zijn. Dit betekent dat er veel dragers moeten zijn en niet een die verantwoordelijk is voor alle DIBs. Het is ook belangrijk dat de sterkte van DIBs ruwweg gecorreleerd is met de interstellaire extinctie. Extinctie wordt veroorzaakt door interstellair stof, en het is dus waarschijnlijk dat ook DIBs veroorzaakt worden door stof, of iets dat gerelateerd is aan stof.
Het bestaan van substructuur in DIBs ondersteunt het idee dat ze worden veroorzaakt door moleculen. Substructuur wordt daar veroorzaakt door de randen van banden in de rotatiespectra van moleculen, en door de aanwezigheid van isotopen. Een molecule dat koolstof bevat zal naast het courante koolstof-12 ook een klein gedeelte van de isotoop koolstof-13 bevatten. Sommige moleculen bevatten enkel koolstof-12, terwijl in anderen ook koolstof-13 voorkomt. Ieder van deze isotopologen zal een absorptielijn veroorzaken bij een iets verschillende golflengte.
Als meest waarschijnlijke kandidaatmoleculen die de DIBs veroorzaken wordt nu gedacht aan grote koolstofverbindingen zijn die in ruime hoeveelheid aanwezig zijn in het interstellaire medium. Polycyclische aromatische koolwaterstoffen en fullerenen, of hun ionen, komen allen in aanmerking.